# Elda Marazzi
Elda Marazzi (* 27. Februar 1909 in Locarno; † 25. August 1982 ebenda; heimatberechtigt in Riva San Vitale) war eine Schweizer Frauenrechtlerin aus dem Kanton Tessin.

## Leben
Elda Marazzi war eine Tochter von Giuseppe Marazzi und Rosa Rossi. Sie besuchte das Gymnasium in Locarno und das Kollegium Stans. Nach einer Ausbildung am Bürgerspital Locarno arbeitete sie zehn Jahre als Sekretärin des Chefarztes der Chirurgie. Anschliessend war sie Inhaberin eines Restaurants im Familienbesitz. Von 1937 bis 1982 war sie Sekretärin der Tessiner Krebsliga. In verschiedenen Vereinigungen setzte sie sich stark für die Frauenrechte ein. Sie präsidierte von 1964 bis 1974 die Tessiner Vereinigung für das Frauenstimmrecht. Für die Liberalradikalen sass sie von 1971 bis 1975 im Tessiner Grossrat und ab 1972 bis 1979 im Gemeinderat (Legislative) von Locarno. Sie gehörte auch dem Parteivorstand an. Als eine der Ersten wirkte sie aktiv im Konsumentinnenforum der italienischen Schweiz mit.